# 水獭小宝贝
水獭小宝贝（英语：PB&J Otter），是美国的动画，于1998年3月15日至2000年10月23日在迪士尼频道播出，共65集。
剧情以居住在胡豪湖乡村渔村的水獭一家为中心。大部分故事围绕着水獭家的三兄妹展开，分别哥哥花生、妹妹果冻和小弟奶油（以花生酱和果酱三明治来命名），以及他们的朋友和邻居。
节目本身由吉姆·金金斯（Jim Jinkins）创作，他也是《道格和阿莱格拉的窗户》的作者，由大卫·坎贝尔（David Campbell）担任执行制片人，与哈佛大学的“零计划”合作。节目的歌曲由丹·索耶（Dan Sawyer）、弗雷德·纽曼（Fred Newman）和里奇·门多萨（Rich Mendoza）演唱。
在2000年，本作荣获安妮獎“动画系列杰出音乐”。